# Герб Хотова
Герб Хотова — офіційний символ села Хотів (Києво–Святошинського району Київської області), затверджений рішенням 27-ї сесії Хотівської сільської ради 17 березня 2006 року.

## Автори
Автори герба — Хотівський голова М. Г. Безпечний і професор В. К. Хільчевський (КНУ ім. Т. Шевченка). Комп'ютерний дизайн виконано В. О. Рогінцем.

## Зміст герба
У «Положенні про зміст та опис герба» вказано: «Герб в геральдичних знаках і кольорах відображає географічне положення та історичні етапи, які характерні для с. Хотів, нерозривну єдність поколінь від наших предків до сьогодення.
Герб має форму щита, опоясаного хвилястою блакитною смужкою, що символізує струмок Віта (давніша назва — р. Хотівка), який поділяє територію села на дві частини. Верхня частина щита вертикально поділена ще на дві менші асиметричні частини.
В лівій верхній частині, на червоному тлі, кольорі мужності і хоробрості, зображено дерев´яне укріплення, що було характерне як для валів скіфського городища, яке розташоване в Хотові і датується VI—V ст. до нашої ери, так і оборонних споруд часів Київської Русі. Воно також символізує роль села і в подальших звитяжних історичних подіях аж до часів німецько-радянської війни (1941—1945 рр.), коли тут проходила одна з ліній Київського укріпрайону, спорудженого для оборони Києва.
В правій верхній частині, на синьому тлі, кольорі краси і величі, зображено Архангела Михаїла, який є символом на гербі столиці нашої держави. Цим відображено багатовікові тісні зв'язки села з Києвом, яке зараз безпосередньо межує зі столицею. Хотів був адміністративним центром серед низки населених пунктів, які в XVI—XVIII ст. входили до володінь Києво-Печерської лаври, пізніше до Казенної палати, і які згодом були включені в межі міста. Зокрема, в 1918 р. до Києва було приєднано с. Деміївка, яке колись входило до Хотівської волості Київського повіту Київської губернії (тепер центральна частина столичного Голосіївського району).
В нижній частині, на зеленому тлі, кольорі добробуту і благополуччя, зображено кошик, наповнений овочами і фруктами з колосками пшениці. Це зображення символізує основну діяльність хотівчан, якою вони займаються сьогодні і протягом сторіч — вирощуванням пшениці, а особливо овочів і фруктів. Дари городів і садів були і є важливою товарною продукцією для мешканців села.
Внизу щита нанесено рік — 1465, який можна вважати документальним підтвердженням згадки про село. У 1465 р. с. Сіряків (яке тепер є частиною Хотова), розташоване на р. Хотівка, було подароване Київським князем Семеном Олельковичем боярину Юрію Борисовичу, про що зроблено архівний запис у Київській міській книзі у зв'язку з переходом села в інше володіння».

## Критика герба
У гербі використано два відтінки синього кольору (синій і блакитний), що не відповідає геральдичним нормам. Оскільки основні поля подані в геральдичних емалях, то хвилясту балку (горизонтальну смугу), на думку експертів Українського геральдичного товариства (УГТ), слід було дати в геральдичному металі (срібною). Недоцільним є також внесення до герба планки з назвою села та дати.

## Блазон
Щит напіврозтятий і перетятий срібною балкою, увігнутою справа та вигнутою зліва; у першому червоному полі — золоте укріплення; у другому синьому — Архангел Михаїл у срібній туніці та пурпуровому плащі, із золотим мечем у правиці та срібним щитом у лівиці; у третьому зеленому полі — золотий кошик із яблуками та колосками пшениці.
З метою формування єдиної системи місцевої геральдики щит, відповідно до рекомендацій Українського геральдичного товариства (УГТ), можна вписати в картуш, увінчаний золотою короною з колосків, яка вказує на статус поселення.